# 兵庫大学短期大学部
兵庫大学短期大学部（ひょうごだいがくたんきだいがくぶ、英語: Hyogo University Junior College）は、兵庫県加古川市平岡町に本部を置く日本の私立短期大学。大学の略称は兵短。本稿では、旧来の兵庫女子短期大学を含めて記述する。

## 概観

### 大学全体
- 兵庫大学短期大学部は、兵庫県加古川市内にある日本の私立短期大学。学校法人睦学園により1955年に睦学園女子短期大学として設置された。旧来の兵庫女子短期大学（ひょうごじょしたんきだいがく）を含め最大で5学科を擁していたが、兵庫大学の学部に改組した学科もあり、現在は保育科第一部、保育科第三部の2学科となっている。

### 建学の精神（校訓・理念・学是）
- 兵庫大学短期大学部における建学の精神は「仏教主義に基づく｢和｣の精神」となっている。

### 教育および研究
- 兵庫大学短期大学部は設立当初に設置された保育科があり、附属幼稚園での教育実習が取り入れられている。

### 学風および特色
- 兵庫大学短期大学部は聖徳太子の和の精神に基づいた教育がベースとなっている。
- 釈迦の生誕を祝う行事として「灌仏会（かんぶつえ）」がある。
- 全国の短大でも少数の三部があり、近年まれに見る通学課程における勤労学生の姿が見受けられる。
- 兵庫女子短期大学時代には、短大指定の制服があった。

## 沿革
- 1919年 太子日曜学校が創設される。
- 1923年 須磨太子館が創設される。附属睦高等裁縫部を創設。
- 1937年 須磨睦高等実践女学校を設置。
- 1951年 学校法人睦学園が設立される。
- 1955年 睦学園女子短期大学（むつがくえんじょしたんきだいがく）として開学。保育科第二部を置く。
- 1957年 保育科に第一部を設置する。
- 1966年 学科を増設する。
  - デザイン科[1]
  - 食物栄養科[2]
  - 家政科Ⅰ部[2]
- 1966年8月1日 兵庫女子短期大学と改称。
- 1968年 家政科に第三部を設置。
- 1969年 学科名を変更する。
  - 家政科→家政学科
  - 食物栄養科→食物栄養学科
- 1970年 初等教育学科を増設する
- 1971年 保育科に第三部を設置。
- 1978年 デザイン科を美術デザイン学科に改称。
- 1991年 専攻科を設置。
  - 美術デザイン専攻[3]
  - 食物栄養専攻[4]
  - 生活科学専攻
- 1998年 兵庫大学短期大学部と改称。男女共学となる
- 2003年 デザイン美術学科に第三部が設置される。専攻科に保育専攻が設けられる[5]。
- 2009年 専攻科美術デザイン専攻を廃止
- 2010年 美術デザイン学科第三部を廃止
- 2011年 美術デザイン学科第一部を廃止
- 2014年 専攻科保育専攻を廃止

## 基礎データ

### 所在地
- 兵庫県加古川市平岡町新在家2301

### 交通アクセス
- JR山陽本線東加古川駅。同駅より、12分程度歩くことになる。

## 教育および研究

### 組織

#### 学科
- 保育科
  - 第一部
  - 第三部

##### 学科の変遷
- 保育科
  - 第二部：募集は1956年まで[6]
- 美術デザイン学科
  - 第一部：2011年に廃止
  - 第三部：2010年に廃止
- 生活科学科[7]
  - 第一部：兵庫大学健康科学部健康システム学科に改組。
  - 第三部
- 食物栄養学科：兵庫大学健康科学部栄養マネジメント学科に改組[8]
- 初等教育学科：兵庫大学開学に伴って募集停止され、廃止となる[9]

##### かつて設置されていた課程
- 保育専攻：2014年に廃止
- 美術デザイン専攻：2009年に廃止

- 食物栄養専攻
- 生活科学専攻

#### 別科
- なし

##### 取得資格について
資格
- 保育士：保育科第一部・第三部ともに設けられている。
- 栄養士：過去にあった食物栄養学科に設置されていた。

受験資格
- 二級建築士：美術デザイン学科に設けられていた。

教職課程
- 幼稚園教諭二種免許状：保育科第一部・第三部ともに設けられている[10]
- かつて中学校教諭二種免許状が設けられていた[11]
  - 家庭：生活科学科第一部・第三部にて設けられていた[12]
  - 保健：生活科学科I部の養護コースにて設置されていた。
  - 美術：美術デザイン科にて設置されていた。
- 養護教諭二種免許状：生活科学科I部の養護コースにて設置されていた。
- 小学校教諭二種免許状：初等教育学科にて設けられていた

## 学生生活

### 部活動・クラブ活動・サークル活動
- 兵庫大学短期大学部のクラブ活動
  - 体育系：
  - 文化系：

### 学園祭
- 兵庫大学短期大学部の学園祭は「聚萌祭」と呼ばれ毎年、11月に行われる[13]。川嶋あいのスペシャルライブが催されたこともある。

## 施設
キャンパス
- 現在、短大独自のキャンパスはなく大学と共用となっている。

寮
- 兵庫大学短期大学部には大学と共同で女子学生を対象に「和幸寮」と呼ばれる学生寮がある。

## 対外関係

### 他大学との協定
- 放送大学[14]

### 姉妹校
- 龍谷大学
- 龍谷大学短期大学部
- 九州龍谷短期大学

### 系列校
- 兵庫大学
- 兵庫大学附属須磨ノ浦高等学校

## 卒業後の進路について

### 就職について
- 保育科：第一部・第三部ともに保育園への就職が割合として最も多いが、幼稚園への就職も目立つ。
- 美術デザイン学科：第一部・第三部ともにデザイン関連や建築関連が多い傾向にある。
- 生活科学科：養護コースでは、小学校・中学校・高等学校の養護教諭として勤務する人も少なくなかった。生活文化コースは、一般企業が多いものとなっていた
- 食物栄養学科：栄養士として学校や保育園などに就職する人が多いものとなっていた。
- 初等教育学科：各都道府県の幼稚園や小学校に多数の卒業生を送り込んでいる。

### 編入学・進学実績
- 系列の兵庫大学以外では、龍谷大学・大阪国際女子大学・梅花女子大学・ノートルダム清心女子大学・大手前大学・四国大学・徳島文理大学などがある。

## 附属学校
- かつて兵庫女子短期大学だった時分に「兵庫女子短期大学附属加古川幼稚園」を擁していた。現在は、兵庫大学附属加古川幼稚園となっている。